# Cara Hoffman
Cara Hoffman é uma escritora de Nova Iorque. Ela é autora de três romances aclamados pela crítica, So Much Pretty (2011), Be Safe, I Love You (2014) e Running (2017). Seus ensaios foram apresentados no New York Times, no New York Times Book Review, no Paris Review, no Salon, no LitHub, Marie Claire e NPR. Como palestrante, já esteve na Universidade Columbia e no Global Scholar's Symposium da Universidade de Oxford. Hoffman foi escritor visitante na St. John's University e no Goddard College. Ela ensinou escrita e literatura no Bronx Community College, Saint Ann's School no Brooklyn e no programa Stone Coast MFA na Universidade do Sul do Maine.

## Vida e carreira
Hoffman cresceu no norte de Nova Iorque. Ela abandonou o ensino médio e passou os próximos três anos viajando e trabalhando na Europa e no Oriente Médio. Ela não frequentou a faculdade e, em vez disso, tornou-se repórter de jornal cobrindo crimes e políticas ambientais.
Hoffman trabalhou em várias publicações, incluindo a Fifth Estate, a revista anti-autoritária mais antiga da América do Norte.
Em 2009, Hoffman completou um mestrado em ficção no Goddard College.

## Livros
- Hoffman, Cara (2011). So Much Pretty. Simon & Schuster. [S.l.: s.n.] ISBN 9781451616774
- Hoffman, Cara (2014). Be Safe I Love You. Simon & Schuster. [S.l.: s.n.] ISBN 9781451641325
- Hoffman, Cara (2018). Running. Simor & Schuster. [S.l.: s.n.] ISBN 9781476757582

### So Pretty Pretty
So Much Pretty foi recebido com críticas positivas. A Publisher's Weekly deu uma estrela em sua resenha e Booklist comparou-o com The Lovely Bones e The Girl with the Dragon Tattoo. O LA Times achou o acúmulo de suspense interessante e disse: "Dizer mais sobre a história constantemente surpreendente de Hoffman é revelar demais, mas a recompensa vale mais do que o suspense de construção lenta".
A New York Times Book Review mais tarde classificou-o como melhor romance de suspense de 2011.

### Be Safe I Love You
O segundo romance de Hoffman foi publicado em abril de 2014, recebendo elogios da crítica e uma indicação para o Prêmio Folio de 2015. George Stephanopoulos entrevistou Hoffman sobre o livro da ABC News em 29 de agosto de 2014. O Library Journal fez uma crítica estrelada e chamou de "uma versão contemporânea de The Things They Carried com uma protagonista feminina de Tim O'Brien".
“Um romance de ficção refinado, [...] Be Safe I Love You é uma exploração dolorosa da devastação causada pela guerra, mesmo quando a pessoa volta dela sem um arranhão. A história — escrita com detalhes bastantes lúcidos, é difícil acreditar que o personagem principal seja fictício — sugere que o dano começa muito antes de o soldado se alistar para o serviço. [...] Em linguagem cristalina que transmite a desolação do deserto iraquiano e o país do norte do estado de Nova Iorque [...] este livro é um lembrete de que arte e amor são tudo o que pode nos manter em desespero”.
Hoffman escreveu um artigo de opinião relacionado a veteranas para o New York Times, intitulado The Things She Carried, publicado em 31 de março de 2014, e outro sobre o custo humano da guerra para SALON em julho de 2014.
Be Safe I Love You foi selecionado como um dos ganhadores do Sundance Institute Global Filmmaking Award de 2015. O projeto foi dirigido por Haifaa al-Mansour.

### Running
O terceiro romance de Hoffman, Running, foi publicado em fevereiro de 2017 por Simon & Schuster e editado por Ira Silverberg.

Em 17 de março de 2017, Justin Torres escreveu na resenha do New York Times: 
 "Hoffman evoca impressionantemente a combinação de niilismo, idealismo, falta de raízes, necessidade psíquica e econômica, luxúria e amor que podem deixar um jovem à deriva. Ao contrário dos heróis fugitivos de muitas narrativas esquisitas, esses personagens não são expulsos, mas procuram se perder [...] A Atenas em exibição aqui está povoada de rebeldes e fugitivos de todos os tipos, idealistas, agentes revolucionários, vigaristas, jovens eruditos e invasores. [...] Em Bridey e Milo, Hoffman criou anti-heróis memoráveis: cicatrizes duras e engenhosas, ferozes e sexy. O livro e os personagens se recusam a conformar-se e Running, como toda boa literatura fora da lei, tem como objetivo a disposição da cultura contemporânea de fazê-lo". 
 Running foi listada como Escolha do Editor do New York Times, uma seleção do "Livro Mais Antecipado de 2017" do The Millions, um dos "Melhores Novos Livros" da Entertainment Weekly, um dos  "Melhores Livros de 2017" da Esquire e um dos "Livros Queer e Feministas para ler em 2017", da Autostraddle.

## Publicações
- "Heather 'The Heat' Hardy's Revolution Inside and Out of the Boxing Ring", Rolling Stone, 12 de abril de 2017.
- "Vanishing Point", Paris Review, 17 de março de 2017.
- " Getting Lost Before the Internet". LitHub, 21 de fevereiro de 2017.